# Marcipan
Marcipan er en fødevare, der består af malede mandler og sukker, og hvis karakteristiske smag især stammer fra bittermandler, der typisk udgør mellem 4% og 6% af det totale mandelindhold efter vægt. Marcipan kan også være tilsat rosenvand.
Marcipan bruges til konfekt, i is og bagværk (fx i remonce). Den er nem at forme og kan farves med frugtfarve. Den benyttes derfor ofte til at dekorere kager.
Bagemarcipan til brug i bagværk indeholder desuden abrikoskerner. Det skulle gøre marcipanen mere bagefast og forhindre, at den flyder ud. Bagemarcipan kaldes percipan primært i Tyskland, hvor betegnelsen marcipan ikke må benyttes om blandingsproduktet. I Danmark er der ingen regler på dette område.
Marcipan er hovedbestanddelen af kransekage, som i Danmark ofte spises nytårsaften og til bryllupper.

## Historie
Der er flere meninger om, hvem der fik ideen til at lave marcipan. Italienerne mener, at det var en bagerdatter i middelalderens Venedig, der fik hakket alt for mange mandler, da hun skulle hjælpe sin far med en kagedej. Miseren blev opdaget for sent, og faderen blev selvsagt vred over den ødelagte dej – lige indtil han fik smagt den.
Begejstret sødede han massen med flydende honning, skar den ud i små stykker og solgte resultatet under navnet Skt. Markusbrød – eller Marci panis.
Ordets oprindelse er uklar. Tidsskriftet Skalk nr. 6 december 2006 foreslår en anden historie: Marcipan kan spores til perserne i 700-tallet e.Kr., og at fænomenet kom til Europa, måske Venedig, med hjemvendte korsfarere. Ordet marcipan skulle stamme fra mautaban, den arabiske betegnelse for en byzantinsk mønt med en siddende Kristus på aversen. Mønttypen hed matapan i Venedig. Navnet gik over på den æske, man forhandlede marcipanmasse, mazapane, og andre søde sager i. Og til sidst til selve marcipanen.